# Paul (Idaho)
Pour les articles homonymes, voir Paul.
Paul est une ville américaine située dans le comté de Minidoka en Idaho.
Selon le recensement de 2010, Paul compte 1 169 habitants. La municipalité s'étend sur 0,65 mille carré (1,68 km2), dont 0,64 mille carré (1,66 km2) de terres.